# Glass Mountains (Oklahoma)
Die Glass Mountains (lokal auch Gloss Mountains oder Gloss Hills) sind eine Reihe von hügeligen Tafelbergen und Härtlingen im Major County im Nordwesten des US-Bundesstaats Oklahoma. Die Hügel erheben sich etwa 45 bis 60 m über die sie umgebenden Ebenen. Die höchste Erhebung liegt etwa 490 m über dem Meeresspiegel. Die Glass Mountains erstrecken sich südlich des Cimarron River ab der Ortschaft Orienta nach Westen entlang der U.S. Route 412. Der Name stammt von den durchsichtigen, glasähnlichen Selenitkristallen (Marienglas) an den Hängen und auf den Gipfeln der Tafelberge.

## Geschichte
Von den ersten amerikanischen Entdeckern wurde das Gebiet als Shining Mountains bezeichnet, als sie die Felsformationen im Jahr 1821 erstmals sahen. Der Name Glass Mountains wird einem Entdecker namens Thomas James zugeschrieben. Dieser bereiste die Gegend 1821 auf einer Handelsexpedition entlang des Cimarron River. Im Jahr 1875 führte ein Schreibfehler eines Kartographen zu dem Namen Gloss Mountains, der immer noch gebräuchlich für die Berge ist.
Die Region wurde im 19. Jahrhundert Teil des Cherokee Outlet. Im Jahr 1891 begann der Botaniker George Walter Stevens, im Gebiet der Glass Mountains Proben für seine Dissertation zu sammeln. Das Bebb Herbarium der University of Oklahoma bewahrt 4500 Proben auf, die Stevens im ganzen Bundesstaat gesammelt hat. Zwei Kakteen, die er im Gebiet der Glass Mountains gesammelt haben könnte, sind Echinocereus caespitosus und Opuntia phaeacantha.

## State Park
Der Staat Oklahoma betreibt den 260 ha großen Glass Mountain State Park, 6 Meilen (9,7 km) westlich von Orienta auf einem Tafelberg entlang des Highway 412. Der Park ermöglicht es Kletterern, über einen Pfad und eine Treppe auf den Gipfel des Tafelbergs zu wandern. Es wurden Picknicktische und ein Informationskiosk eingerichtet.